# Les Voyageurs de l'infini

Les Voyageurs de l'infini (titre original anglais : Earth Star Voyager) est un film de science-fiction créé pour la télévision et diffusé sur Wonderful World of Disney en 1988. Ce film était un épisode pilote en deux parties, mais la série n'a jamais été poursuivie et le film ne fut pas distribué en DVD, bien que la communauté de fans se soit agrandie au fil des années.

## Synopsis
En 2088, Jonathan Hays, 21 ans, et son meilleur ami Jessie 'Beanie' Bienstock, 14 ans, font partie des élèves officiers choisis pour servir d'équipage au Quasar Voyager, le dernier cri des vaisseaux interstellaires de la Terre. À cause des conditions écologiques qui ne cessent de se dégrader, un projet d'évacuation de la planète et de colonisation d'un autre monde a été mis en place. Des sondes spatiales ont été envoyés six ans plus tôt par l'intermédiaire du Vanguard Explorer, et l'une d'elles a renvoyé des données sur l'étoile Berenson. Celle-ci possède une planète viable qui a été nommée 'Demeter'. La mission du Quasar Voyager est d'aller sur Demeter, de faire une analyse complète de la planète et de revenir avec les informations. Le projet de colonisation de Demeter a déjà commencé : des vaisseaux sont en construction pour transporter la population, mais cela prendra quarante ans pour achever leur construction. De plus, le voyage vers Demeter prendra vingt-six ans. C'est pourquoi l'équipage du Quasar Voyager a été choisi parmi les élèves de l'Académie pour leur jeunesse et leur intelligence. Jonathan, en tant que second, prendra les commandes si le capitaine Forbes n'est plus capable de garder ses fonctions à cause de son âge. Une forme modifiée de suspension cryogénique sera utilisée par l'équipage durant le voyage afin de ralentir son vieillissement.
Parmi les membres d'équipage figurent Lani Miyori (une spécialiste des communications) et Luz Sansone, une autre technicienne des communications qui apprécie immédiatement Beanie. Il y a aussi le docteur Sally Arthur, 24 ans, Huxley Welles, un navigateur de 18 ans, et le docteur Leland Eugène, le psychiatre du vaisseau.
L'équipage arrive à bord du Quasar Voyager et il est accueilli par le Capitaine Forbes et Brody. 'Priscilla', le super ordinateur vivant, est le circuit de logique primaire du vaisseau (elle tombe tout de suite sous le charme d'Huxley).
L'amiral Beasley, un héros de guerre qui a combattu une organisation criminelle appelée le Secteur de Technologie Illégale, leur donne un dernier discours d'encouragement avant de leur dire adieu depuis son vaisseau, le Triton Corsair.
Peu de temps après le départ, le Voyager traverse une zone de déchets spatiaux. Après son entrée dans la zone, le pilote automatique se montre incapable de poursuivre le chemin prévu, car les déchets se mettent à bouger à cause des moteurs du Voyager. Les boucliers et le vaisseau subissent des avaries. Jonathan prend les commandes et pilote le vaisseau en mode manuel pour traverser la zone et éviter d'autres dégâts. En vérifiant les réparations d'un sas, le capitaine Forbes se retrouve piégé à l'intérieur ; le système ouvre la porte du sas et l'éjecte dans l'espace. Jonathan demande alors au psychiatre de revoir le profil psychologique de chaque membre de l'équipage. Plus tard, Lani confie à Jonathan qu'elle a des soupçons au sujet du docteur Leland. Par la suite, Lani est gravement blessée durant son sommeil cryogénique par une apparente défaillance.
Au cours du voyage vers Demeter, pendant un arrêt dans une station abandonnée pour faire des réparations, ils récupèrent le capitaine Jacob Brown, un astronaute perdu depuis des années. Brown explique qu'en 2082, son vaisseau d'exploration le Vanguard Explorer a subi de graves dommages en essayant d'échapper à des insurgés menés par son second, Vance Arthur. 
Brown est accepté à bord et devient conseiller de Jonathan. Apprenant que l'équipage ne possède que des armes d'appoint, il se porte volontaire pour reconstruire un vieux canon dans un sas avec l'aide de Beanie. Jonathan reçoit une preuve reliant la mort de Forbes, le coma de Lani et le docteur Leland. Alors qu'il affronte Leland, Priscilla prévient Jonathan qu'une activité suspecte a lieu dans le sas du canon. Jonathan enquête et découvre que Brody est en train de saboter le canon. Un combat s'ensuit et se termine par l'éjection de Brody. Un émetteur est découvert par la suite dans ses affaires. Il l'utilisait pour communiquer à l'aide d'un signal qui apparaît sur les radars à longue portée du Voyager.
L'équipage capte alors un signal de détresse qui provient d'une station spatiale connue sous le nom d' "Avenir Expo" et habitée par des insurgés du Secteur de Technologie Illégale. Un groupe y débarque mais est capturé par ces guerriers. Il rencontre un ancien membre de l'équipage de Brown, Willy. Ils découvrent que l'insurgé Vance a aussi atterri ici et qu'il est devenu le chef des guerriers en utilisant un paralizateur. Un guerrier nommé Whistlestick, qui a été battu et humilié par Vance, explique qu'il est facile de défier Vance. Huxley démontre son habileté de pickpocket en volant la clé de leur cage. Brown propose d'occuper leurs ravisseurs en défiant Vance pendant que les autres s'échappent. Après un combat difficile, Brown détruit l'arme de Vance mais lui laisse la vie sauve. Dans le chaos qui suit, Brown et l'équipage ainsi que leurs deux nouveaux alliés s'échappent.
La découverte suivante est l'épave du Vanguard Explorer. Brown demande le droit de monter à bord pour récupérer le journal de bord, qui prouvera que la perte de son vaisseau est due à une mutinerie. Il s'y rend avec Beanie et Sally et découvre que le vaisseau possède encore un peu d'énergie et que l'ordinateur fonctionne. Mais ils rencontrent aussi un invité non désiré, un "cyborg", être humain modifié par des circuits électroniques. Brown réussit à le rendre inconscient, mais Sally insiste pour qu'on le ramène à bord du Voyager.
Willie explique que le cyborg a été créé par le Secteur de Technologie Illégale et qu'il est peut-être truffé d'explosifs. Le docteur Sally parvient à le désarmer avec l'aide de Beanie et soigne ses blessures. Ils interrogent le cyborg, qui révèle que sa fonction est d'aider "l'Assemblée". Les données du Vanguard indiquent que plusieurs vaisseaux de formes étranges sont passés à côté du Vanguard depuis "Avenir Expo" ces dernières années. Les images montrent que ces vaisseaux sont modulables. Le docteur Sally et le cyborg forment une brève connexion émotionnelle et le docteur fait des modifications au cyborg afin qu'il soit plus confortable. Mais cela lui fait retrouver sa fonction d'origine : il s'échappe et endommage le canon de Brown, ainsi qu'un des processeurs de Priscilla. Le cyborg les prévient qu'ils doivent arrêter l'Assemblée, puis se désactive plutôt que de suivre sa programmation qui lui ordonnait de tuer le docteur.
Sur 'Avenir Expo', Vance se trouve aux prises avec les guerriers. Mais l'amiral Beasley arrive et lui demande des explications. La discussion révèle que la mutinerie du Vanguard faisait partie d'un projet de Beasley et que ce dernier est complice, voire responsable, du Secteur de Technologie Illégale (cette scène est absente dans certaines versions du film).
De retour sur le Quasar Voyager, l'équipage fait des réparations et découvre la place du vaisseau dans le projet de Beasley. Celui-ci comprenait la construction du vaisseau, la sélection de l'équipage et la création du cyborg. Les vaisseaux du Secteur de Technologie Illégale, l'Assemblée, étaient positionnés dans un système d'étoile double afin d'utiliser la lumière provenant du futur alignement des étoiles pour leur donner l'énergie nécessaire afin de se regrouper et de former un vaisseau encore plus grand et lourdement armé. Une partie de l'Assemblée a été créée pour permettre au Quasar Voyager de s'y insérer.
Le vaisseau de Beasley tire des coups de semonce vers le Voyager pour qu'il reste sur le chemin de l'Assemblée afin d'y prendre sa place. Avec le Voyager, Beasley espère récupérer Priscilla et le propulseur Bowman. Cela lui permettrait de choisir qui ferait partie de son projet, dans lequel le reste de l'humanité serait laissé sur Terre.
Cependant l'équipage se montre plus malin que l'amiral Beasley et s'échappe. Durant la bataille, Jake se sacrifie presque en maintenant ensemble deux composants d'un circuit qui permet au canon de tirer sur le Triton Corsair. Mais il est sauvé par Sally. À bord du Triton Corsair, gravement endommagé, l'amiral Beasley reconnaît les talents de commandant de Jonathan et promet qu'il retrouvera un jour l'équipage du Voyager.
Il existe une scène alternative dans la version VHS de 120 minutes, dans laquelle Beasley se révèle être une sorte de robot ou de cyborg, tandis que le dialogue de la promesse n'y figure pas.
À bord du Voyager, Lani se remet de ses blessures. Beanie et Luz forment un couple, et il est fortement suggéré qu'il en sera de même pour Jake et Sally. Huxley découvre que sous sa forme humaine, Priscilla est une très belle femme. Beanie révèle aussi à Jonathan qu'il a décrypté les données de la sonde. L'équipage découvre les images de Déméter affichées par Priscilla et constate qu'elle ressemble fortement à la Terre.

## Distribution
- Duncan Regehr : Jacob Dryden 'Jake' Brown (ancien CDR, Vanguard Explorer)
- Brian McNamara : Capt. Jonathan Hays (Commandant, Quasar Voyager)
- Julia Montgomery : Dr Sally Arthur, M.D. (Médecin)
- Jason Michas : Jessie 'Beanie' Bienstock (ingénieur informatique)
- Tom Bresnahan : Huxley Welles (Navigation)
- Margaret Langrick : Luz Sansone (Communications)
- Sean O'Byrne : Lt. Vance Arthur (Premier officier, Vanguard Explorer)
- Peter Donat : Adm. Beasley
- Dinah Gaston : Lani Miyori (Communications)
- Andrew Kavadas : Brody Arnold (Fitness)
- John "Bear" Curtis : Whistlestick
- Stephen Dimopoulos : The Crier
- Bruce Harwood : Dr Leland Eugene, M.D. (Psychiatre)
- Henry Kingi : Shell
- Nigel Harvey : Security Leader
- Barry Kennedy : Lt. Matthews
- Kevin McNulty : CDR. Gardner
- Lynette Mettey : Priscilla (Ordinateur central)
- Ric Reid : Capt. Forbes
- Frank C. Turner : Willy
- David Paul Hewitt White : Guard
- Jennifer Michas : Jeannie
- Stephen E. Miller : Lt. Krieger
- Enid Saunders : Vieille dame
- Mike Stack : Membre d'équipage #1
- Sandy Tucker : Mrs. Bienstock
- Meredith Bain Woodward : Mrs. Hays

## Informations supplémentaires
Plusieurs acteurs principaux du film (au moins six) sont nés au Canada. La production a été entièrement tournée à Vancouver et partiellement filmée dans le Pavillon Soviétique construit pour Expo '86.
Le film (240 minutes en 4 morceaux) a été projeté le vendredi par la chaine Ostankino 2 en Russie durant l'hiver 1993, dans leur série 'les films classiques Disney'.